# Reservatet
Reservatet är en svensk TV-film från 1970 i regi av Jan Molander och med manus av Ingmar Bergman. 
Ingmar Bergman skrev 1968 ett manus med de sammanvävda namnen Annandreas - Förslag till scener ur ett äktenskap. Detta blev aldrig realiserat utan blev i stället grunden till två andra relationsfilmer med samma "Anna" och "Andreas" i huvudrollerna: Reservatet (med undertiteln "En banalitetens tragi-komedi") och En passion (1968).
I rollerna ses bland andra Gunnel Lindblom, Per Myrberg och Pjer Nilsson.

## Utländska versioner –The Lie
Samma manus av Ingmar Bergman användes även för två utländska TV-produktioner. Dels en brittisk version av BBC 1971, i regi av Alan Bridges och med bland andra Gemma Jones och Frank Finley i huvudrollerna. Dels en amerikansk, trefaldigt Emmy Award-belönad version för CBS i regi av Alex Segal 1973. Båda produktionerna med titeln The Lie.

## Rollista
- Gunnel Lindblom – Anna Fromm, lektor i slaviska språk, 34 år
- Per Myrberg – Andreas Fromm, arkitekt, 40 år
- Pjer Nilsson – Henrik, Annas och Andreas son
- Erland Josephson – Elis, Annas älskare
- Erik Hell – Georg, generaldirektör
- Toivo Pawlo – Albert, Annas bror, författare
- Georg Funkquist – disponent Egerman, Annas far
- Sif Ruud – fröken Britt Prakt, Andreas sekreterare
- Börje Ahlstedt – Feldt
- Göran Graffman – Bauer
- Bernt Lindekleiv – Toralf Tweit, norrman
- Per-Axel Arosenius – styrelseledamot
- Segol Mann – styrelseledamot
- Lars Lennartsson – styrelseledamot
- Lennart Lindberg – styrelseledamot
- Ove Tjernberg – vittnet till bilolyckan
- Charlie Elvegård – ägaren till den påkörda bilen
- Barbro Larsson – Karin, Annas kollega
- Helena Brodin – Ester, Farmans sköterska
- Claes Thelander – Fredrik Sernelius
- Irma Christenson – Inger Sernelius
- Olof Bergström – doktor Ernst Farman
- Gun Arvidsson – Magda Farman
- Catherine Berg – Eva, Elis hustru
- Leif Liljeroth – Sten Ahlman
- Gun Andersson	– Petra Ahlman
- Per Sjöstrand – greve Albrekt
- Margaretha Byström – Karin Albrekt
- Mari Molander – Charlotte Sernelius
- Elna Gistedt – Berta, Fromms hembiträde (endast röst)